# Lamine Sakho
Lamine Sakho (* 28. September 1977 in Dakar) ist ein senegalesischer ehemaliger Fußballspieler, der im Mittelfeld agierte. 
Er war über 10 Jahre in Fran kreich tätig, wechselte dann zu Vereinen in Zypern und Wales und spielte auch für die senegalesische Nationalmannschaft.